# Norman Schuster
Norman Schuster (* 13. Dezember 1979 in Halle (Saale)) ist ein ehemaliger deutscher Boxer. 

## Amateurkarriere
Norman Schuster begann 1989 beim BSG Halle mit dem Boxen und wechselte 1990 zum ESG Halle. Er gewann 171 von 198 Kämpfen, wurde 1996 und 1997 Deutscher Juniorenmeister, 1997 Deutscher Vizemeister, sowie 1998 und 1999 Deutscher Meister im Leichtgewicht. In den Finalkämpfen schlug er dabei Guido Ringmann (1998) und Kay Huste (1999). Mit dem 1. BC Magdeburg gewann er zudem 1998 und 1999 die Deutsche Mannschaftsmeisterschaft.
1999 und 2000 gewann er den Chemiepokal im Leichtgewicht sowie 2002 den Chemiepokal im Halbweltergewicht. Beim Finale 1999 schlug er erneut Kay Huste, sowie 2000 den Armenier Artur Geworkjan. 2002 setzte er sich gegen Wladimir Kolesnik aus der Ukraine, Estenio Gutiérrez aus Kuba und Boris Georgiew aus Bulgarien durch. Bei den Chemiepokalturnieren 2001 und 2003 gewann er jeweils Bronze, nachdem er in den Halbfinalkämpfen knapp nach Hilfspunktwertungen gegen Dmitri Pawlutschenko aus Russland (14:14) und Lorenzo Aragón aus Kuba (13:13) ausschied.
Im Juni 1997 nahm er an den Junioren-Europameisterschaften in Birmingham teil, wo er im Federgewicht den 5. Platz erreichte. Er war dabei im Viertelfinale gegen den englischen Lokalmatador Stephen Burke ausgeschieden. Bei den Goodwill Games 1998 in New York City unterlag er ebenfalls im Viertelfinale gegen den Russen Alexander Leonow.
Bei den Weltmeisterschaften 1999 in Houston kam er im Leichtgewicht gegen Ruslan Musinow aus Kasachstan und Tümentsetsegiin Üitümen aus der Mongolei ins Viertelfinale, wo er sich dem Rumänen Gheorghe Lungu geschlagen geben musste. Seinen größten Erfolg erzielte er dann bei den Europameisterschaften 2000 in Tampere, als er durch Siege gegen Artur Geworkjan aus Armenien und Rafał Sikora aus Polen ins Halbfinale einzog, dort gegen den Kroaten Filip Palić verlor und somit die Bronzemedaille im Leichtgewicht gewann. 
Im September 2000 startete er dann noch bei den Olympischen Sommerspielen in Sydney, wo er jedoch in der Vorrunde gegen Patrick López aus Venezuela unterlag. Auch bei den EU-Meisterschaften 2003 in Straßburg blieb er medaillenlos, nachdem er im Viertelfinale gegen Donatas Bondorovas aus Litauen ausschied.
Weitere Erfolge erzielte er unter anderem mit dem zweiten Platz beim 1. Brandenburg Cup 1996 in Deutschland, dem ersten Platz beim 5. Bratislavian Grand Prix in der Slowakei 1996 und dem zweiten Platz beim 28. Golden Belt Turnier 1999 in Rumänien.

## Profikarriere
Der rund 1,72 m große Linksausleger wurde 2004 unter Sport Events Steinforth (SES) Profi und gewann seinen ersten Kampf am 21. Februar desselben Jahres nach Punkten gegen Artur Mulinow. Nach vier weiteren Siegen boxte er am 16. Oktober 2004 in Halle gegen Marco Schulze um die Deutsche Meisterschaft im Halbmittelgewicht, verlor jedoch durch K. o. in der sechsten Runde. 
Nach vier folgenden Siegen kämpfte er am 19. August 2006 in Halle um die Deutsche Meisterschaft im Weltergewicht und gewann dabei einstimmig nach Punkten gegen Turgay Uzun. Auch in seinen nächsten vier Duellen blieb er ungeschlagen, wobei er sich unter anderem in einer Titelverteidigung durch K. o. in der ersten Runde gegen Mike Reissmann durchsetzen konnte und auch den Österreicher Gotthard Hinteregger durch K. o. in der sechsten Runde besiegte.
Daraufhin boxte er am 10. Mai 2008 um die Interkontinentale Meisterschaft der WBO, verlor dabei jedoch durch t.K.o. in der sechsten Runde gegen Christian Bladt aus Dänemark. Nach zwei weiteren Kämpfen beendete er seine Karriere im Juni 2009 mit einer Bilanz von 16-2.
Nach seiner aktiven Karriere wanderte er in die Schweiz aus und gründete dort eine Boxakademie.

## Familie
Er lebt seit 2010 in der Schweiz und ist verheiratet. 2010 wurde ein Sohn geboren.